# Большой Стэн
«Большой Стэн» (англ. «Big Stan») — американский художественный фильм в жанре комедии, поставленный режиссёром Робом Шнайдером. Премьера состоялась 5 ноября 2007 года.

## Сюжет
Стэн, риелтор-мошенник, продающий старушкам таймшеры в гетто, попадает на скамью подсудимых. Подкупив судью, Стэн получает шестимесячную отсрочку исполнения приговора (от трёх до пяти лет). Наслушавшись баек о тюремных «неуставных» сексуальных отношениях и будучи личностью незаурядной, парень решает подготовиться и принимает меры: от татуирования ануса и его же разрабатывания чёрным дилдо, орудовать которым доверил собственной жене, до посещения уроков карате в местном заведении «Каратэ у мастера Чо». После того, как Стэн был выгнан и избит мастером Чо после инцидента во время тренировок, он встречает Великого Мастера, который соглашается обучить Стэна боевым искусствам.
Во время тренировки от Стэна уходит жена после того, как он неудачно её разыграл. Пройдя подготовку у Мастера и отомстив бывшему мастеру, Стэн отправляется в тюрьму. В тюрьме есть три банды — мексиканцев Хуанито, белых нацистов Петерсона и чернокожих Клеона. Стэн не принадлежит ни к одной из них. Он сразу же начинает устанавливать порядок. Сначала он спас от изнасилования парня Робби, которого посадили за распространение марихуаны, а потом избивает бугая Рэймонда, несостоявшегося чернокожего насильника. За того заступается банда афроамериканцев, но Стэн избивает их и их главаря Клеона. Потом он подходит к Петерсону, местному лидеру нацистов, и за его расистские высказывания Стэн ударяет его. Постепенно все стали бояться Стэна. Он решил вопрос с изнасилованиями и драками, а Рэймонд и бывший нацист Тайлер стали состоять в гомосексуальных отношениях по обоюдному согласию. Однако Петерсон хотел отомстить Стэну в душевой, но не сумел победить его. Стэн избил его и отдал афроамериканцам, они засунули «заточку» Петерсону в задницу, и тот месяц не мог нормально испражняться. Все в тюрьме стали называть его Большим Стэном. Но начальнику тюрьмы нужно было другое.
В обмен на досрочное освобождение Стэна начальник тюрьмы просит его помочь с выгодной продажей земли, на которой стоит тюрьма, вьетнамскому мафиози (первому ученику Мастера). Для закрытия тюрьмы он планирует подговорить заключённых на бунт во время приезда комиссии и подавить его силой, убив нескольких человек, но пацифистские настроения в тюрьме, установленные Стэном, ему мешают. В день посещений к Стэну приходит его жена. Узнав от неё, что с ней живёт Мастер, Стэн решает, что она ему изменяет, и советует ей держаться от Мастера подальше. После очередного визита к начальнику тюрьмы, который грозит натравить на него вьетнамца, если сделка сорвётся, Стэн соглашается помочь ему и на следующий день он намеренно ссорит всех заключённых между собой и они начинают драться. В столовой Стэн намекает Карлику, своему сокамернику, о предстоящем бунте, а тот предупреждает об этом всех остальных зэков.
Во время слушания по условно-досрочному освобождению Стэна у него просыпается совесть. Он отказывается от УДО, мирится с женой, побеждает вьетнамца и говорит начальнику тюрьмы, что всё кончено. В это время зэки начинают танцевать под кубинскую музыку вместо того, чтобы драться, и охранники отказываются по ним стрелять. Тогда начальник тюрьмы выхватывает у охранника ружьё и стреляет по заключённым, но промахивается, после этого на глазах у комиссии собирается пристрелить Стэна, но вовремя пришедшие Мастер и Минди, которую он просто тренировал всё это время, вырубают начальника тюрьмы и его охрану. Через три года Стэн собирается выходить на свободу. За это время меняется начальник, в тюрьме снова устанавливается порядок, старый начальник становится заключённым, адвокат Стэна тоже оказывается в тюрьме. Стэн воссоединяется со своей женой, Мастером и дочерью и уезжает.

## В ролях
| Актёр              | Роль                       |
| ------------------ | -------------------------- |
| Роб Шнайдер        | Стэн «Большой Стэн» Минтон |
| Дэвид Кэррадайн    | Мастер                     |
| Дженнифер Моррисон | Минди Минтон               |
| М. Эммет Уолш      | Лю Поппер                  |
| Скотт Уилсон       | начальник тюрьмы Гаск      |
| Салли Кёркленд     | мадам Форман               |
| Генри Гибсон       | Карлик                     |
| Марсия Уоллес      | Альма                      |
| Джексон Рэтбоун    | Робби                      |
| Брэндон Т. Джексон | Дешон                      |
| Диего Корралес     | Хулио                      |
| Рэнди Кутюр        | Карнахан                   |
| Дон Фрай           | член нацистов              |
| Брэндон Молале     | Пикен                      |
| Ричард Рили        | судья Перри                |
| Кевин Гейдж        | Буллард                    |
| Боб Сапп           | Бугай Рэймонд              |
| Цуёси Абэ          | Данг                       |
| Роберт Флорес      | заключённый                |
| Ричард Кайнд       | Мэл                        |
| Оливия Манн        | секретарша                 |
| Дэн Иносанто       | тюремный шеф-повар         |

## Саундтрек к фильму
1. Los Ninos de Sara — Vagabundo
2. Los Ninos de Sara — La Cubanita
3. Los Ninos de Sara — Una Muchacha
4. Dixie Witch — What You Want
5. Halfway To Gone — The Other Side
6. Joe Esposito — You’re The Best
7. J.S. Bach — Brandenburg Concerto No.3
8. Ferrell Stowe — Next Door In Heaven
9. The Briggs — Harder To Stand
10. C-Bo — What You Want Nigga
11. C-Bo — I Like Gangster Shit